# تان‌های، با ریا ونگ تاو
تان‌های، با ریا ونگ تاو (به لاتین: Tân Hải, Bà Rịa–Vũng Tàu) یک منطقهٔ مسکونی در ویتنام است که در استان با ریا-وونگ تائو واقع شده‌است.